# 周小燕

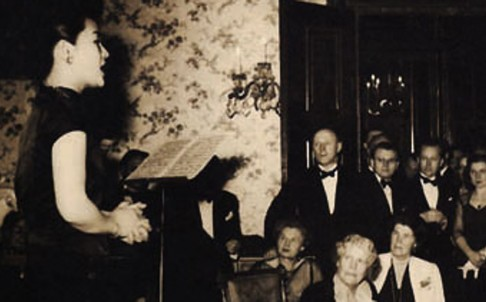
周小燕1947年在上海演出

周小燕（1917年8月17日—2016年3月4日），女，湖北武汉人，中国花腔女高音歌唱家、声乐教育家，上海音乐学院终身教授。她為1937年桂濤聲作詞、夏之秋譜曲《歌八百壯士》（又名《中國不會亡》）首唱；劉雪庵作曲、潘孑農作詞抗日歌曲《长城谣》原唱。

## 生平
1917年8月17日，周小燕出生在湖北武汉的一个工商世家。周小燕的父亲周苍柏是一个非常具有进步思想的实业家。他非常喜欢音乐，由于受到父亲的影响，周小燕从小就对音乐产生了浓厚的兴趣。
1935年入上海国立音乐专科学校（今上海音樂學院），在俄籍教授苏石林门下学习声乐，抗日战争爆发后于1938年留学法国，二战期间被困于巴黎；1945年在巴黎国立大歌剧院登台；1947年5月和作曲家亚历山大·齐尔品的妻子钢琴家李献敏在第二届布拉格之春音乐会上登台演唱齐尔品和一些中国作曲家的艺术歌曲。同年返回国立音乐院任教。1953年末她和喻宜萱等到朝鲜演出。文革后出任上海音乐学院副院长，1988年5月建立周小燕歌剧艺术中心並出任藝術總監；被认为是中国美声声乐的权威。比较著名的学生有廖昌永、张建一、魏松、高曼华。
1937年，夏之秋經同學介紹認識桂濤聲，數天後桂濤聲將寫上歌詞的紙條交給他，在當時浴血抗戰及出現悲觀的「抗戰必亡論」等交互衝擊背景下，夏之秋內心熱血澎湃為之譜曲，並擔任鋼琴伴奏跟歌唱家周小燕於武漢首唱，翌日武漢《大公報》社論予以讚揚即流傳開來。1940年，夏之秋有次在重慶指揮合唱《歌八百壯士》，臺下曾參與淞滬會戰的張治中將軍聽了至後臺，提議改詞「中國一定強」而得到夏之秋贊同，因此產生《中國不會亡》和《中國一定強》兩種版本。尤其《中國一定強》在抗戰勝利後，中華民國政府列入愛國歌曲曲目傳唱。
1946年3月30日，伦敦白宫剧场，周小燕和李献敏介绍中国当代音乐作品的专场音乐会。曲目包括齐尔品《美酒美人》(又名《桃花店，杏花村》，根据中国云南民歌《过年》改编) 孟浩然诗《春晓》等，两首歌均是按照周小燕花腔技巧特长度身制作，《蚌壳》选曲，法语演唱。伦敦报纸上的消息题为“the song of little swallow”，英国广播公司现场录音，向全球传送。演出取得了巨大成功。
2016年3月4日凌晨0点32分，在上海瑞金医院去世，告别仪式于3月10日上午上海市龙华殡仪馆大厅舉行。

## 家庭
周小燕父亲是湖北的银行家周苍柏，毕业于美国纽约大学经济系，曾任汉口上海银行经理，湖北省银行总经理。丈夫是电影艺术家张骏祥（1952年5月5日举办婚礼）。